# Adonis pyrenaica

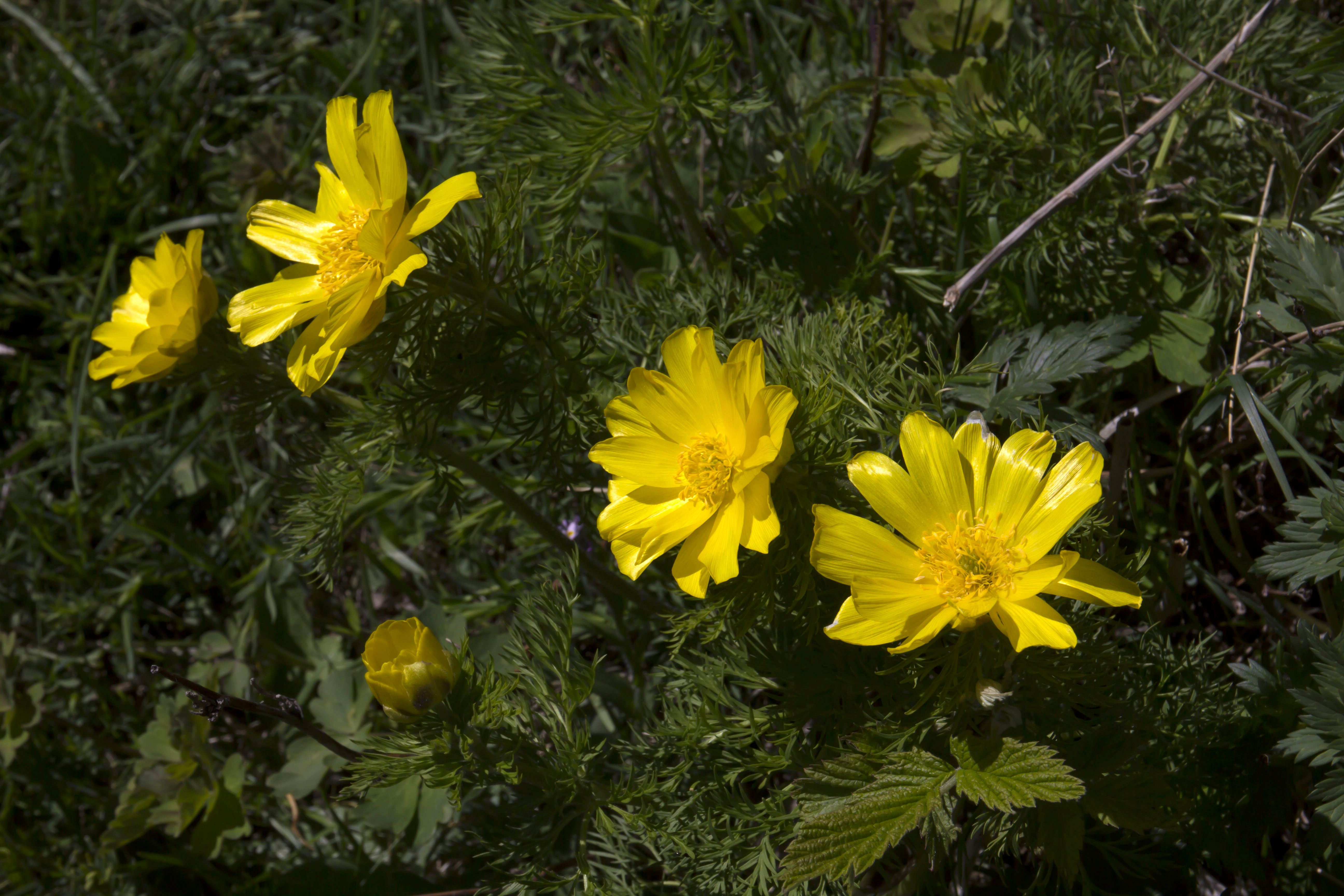
Adonis pyrenaica - Réserve naturelle d'Eyne

Espèce
Classification phylogénétique
Adonis pyrenaica, l'Adonis des Pyrénées, est une espèce de plantes à fleurs de la famille des Ranunculaceae.
C'est une espèce très rare qui pousse en rocaille et éboulis dans les Pyrénées et en quelques endroits des Alpes. On la retrouve donc en France et en Espagne.
Elle est vivace. Les tiges mesurent de 10 à 30 cm. Ses fleurs sont jaunes. Les pétales sont de 1 et 1,5 cm.
L'espèce a été décrite en 1815 par Augustin Pyrame de Candolle dans La Flore française. Il l'a observée en 1807, en vallée d'Eyne (Pyrénées-Orientales).

## Statut de protection
Cette espèce est inscrite sur la liste des espèces végétales protégées sur l'ensemble du territoire français métropolitain, en Annexe I.

### Sources
1. ↑  Marcel Saule,  « Adonis des Pyrénées » dans Le Dictionnaire des Pyrénées, Toulouse, Privat, 1999, 923 p. (ISBN 2708968165)